# George E. P. Box
George Edward Pelham Box, FRS (18 de outubro de 1919– 28 de março de 2013) foi um estatístico britânico, que trabalhou nas áreas de controle de qualidade, análise de séries temporais, desenho de experimentos e inferência bayesiana. Ele foi chamado de "uma das grandes mentes estatísticas do século XX".

## Educação e juventude
Ele nasceu em Gravesend, Kent, na Inglaterra. Ao entrar na universidade começou a estudar química, mas foi chamado para o serviço antes de terminar. Durante a Segunda Guerra Mundial, ele realizou experimentos para o exército britânico expondo pequenos animais a gás venenoso. Para analisar os resultados de seus experimentos, ele aprendeu estatística a partir de textos disponíveis. Após a guerra, ele se matriculou na University College London e obteve um diploma de bacharel em matemática e estatística. Ele recebeu um PhD da Universidade de Londres em 1953, sob a supervisão de Egon Pearson.

## Carreira e pesquisa
De 1948 a 1956, Box trabalhou como estatístico para a Imperial Chemical Industries (ICI). Enquanto estava na ICI, ele tirou uma licença por um ano e atuou como professor visitante na North Carolina State University em Raleigh. Mais tarde, ele foi para a Universidade de Princeton, onde atuou como Diretor do Grupo de Pesquisa Estatística.
Em 1960, Box mudou-se para a Universidade de Wisconsin-Madison para criar o Departamento de Estatística. Ele foi nomeado Professor de Estatística de Pesquisa Vilas (a maior honra concedida a qualquer membro do corpo docente da Universidade de Wisconsin-Madison) em 1980. Box e Bill Hunter co-fundaram o Center for Quality and Productivity Improvement na Universidade de Wisconsin-Madison em 1984. Box se aposentou oficialmente em 1992, tornando-se Professor Emérito.

## Prêmios e honras
Box serviu como presidente da American Statistical Association em 1978 e do Institute of Mathematical Statistics em 1979. Ele recebeu a Medalha Shewhart daAmerican Society for Quality Control em 1968, o Prêmio Samuel Wilks da American Statistical Association em 1972, a Palestra R. A. Fisher em 1974, e a Medalha Guy da Royal Statistical Society em 1993. Box foi eleito membro da American Academy of Arts and Sciences em 1974 e um Fellow of the Royal Society (FRS) in 1985.
Box escreveu, em vários livros e artigos, que "todos os modelos estão errados, mas alguns são úteis".

## Vida pessoal
Box foi casado três vezes. Ele casou-se com Jessie Ward em 1945. Em 1959, Box casou-se com Joan Fisher, a segunda das cinco filhas de Ronald Fisher. Em 1978, Joan Fisher Box publicou uma biografia de Ronald Fisher, com substancial colaboração de Box. Box casou-se com Claire Louise Quist em 1985.
Box morreu em 28 de março de 2013. Ele tinha 93 anos.